# Крикунов, Владимир Васильевич
Влади́мир Васи́льевич Крикуно́в (род. 23 апреля 1950, Кирово-Чепецк, Кировская область) — советский хоккеист, советский и российский хоккейный тренер. В разные годы являлся главным тренером нескольких национальных сборных, включая российскую.

## Биография
Воспитанник ДЮСШ хоккейного клуба «Олимпия» (первый тренер — Н. B. Поляков), в котором и начал свою игровую карьеру. В высшей лиге чемпионата СССР выступал за клубы «Кристалл» Саратов, «Крылья Советов» Москва, «Динамо» Рига. Всего провёл 382 матча, набрал 78 очков. В составе сборной СССР участвовал в первом Кубке Канады 1976 года, в том же году в её составе стал победителем турнира на приз газеты «Известия» (ныне Кубок Первого канала). Тренерскую карьеру начал, став играющим тренером «Динамо» Минск. В 1991 году принял приглашение словенского клуба «Акрони Есенице», с которым позже выиграл два национальных чемпионских титула. Позже Крикунов возглавлял ещё одну словенскую команду «Целе» (став бронзовым призёром чемпионата страны) и в сезоне 1995/1996 — сборную Словении. С 1996 по 1999 год тренировал «Динамо-Энергию» из Екатеринбурга, именно при нём в команде появился и стал лидером команды Павел Дацюк. С 1999 по 2001 года возглавлял казанский «Ак Барс».
В 2001 году перешёл в «Нефтехимик» Нижнекамск. В 2002 году был тренером сборной Беларуси на Олимпийских играх в Солт-Лейк-Сити, где белорусы сенсационно обыграли шведов в 1/4 финала, но затем проиграли и в полуфинале, и в матче за третье место россиянам.
В 2004 году возглавил московское «Динамо», а в 2005 году с этой командой победил в чемпионате России. В этом же году возглавил сборную России и на чемпионате мира в Австрии вместе с командой завоевал бронзовые медали. Возглавлял российскую сборную на зимней Олимпиаде 2006 года, где она заняла 4 место. В том же году сборная России под его руководством неудачно выступила на чемпионате мира в Риге, заняв 5 место.
В конце марта 2008 года вновь подписал контракт с «Нефтехимиком». С июня 2011 года по апрель 2012 года тренировал «Ак Барс». Перед началом сезона 2012/2013 стал тренером астанинского «Барыса», одновременно возглавляя в 2012—2013 годах сборную Казахстана и выведя её по результатам чемпионата мира 2013 года в I-м дивизионе в высший дивизион мировых первенств.
В мае 2013 года третий раз в карьере возглавил «Нефтехимик». Был уволен спустя два месяца после начала сезона за неудовлетворительные результаты в начале чемпионата. В сентябре 2014 года был назначен главным тренером сборной Беларуси. В том же году вновь принял приглашение возглавить «Нефтехимик».
31 октября 2016 года возглавил «Автомобилист» Екатеринбург, 2 октября 2018 года — московское «Динамо». Под его руководством команда заняла 5 место в турнирной таблице Западной конференции и дошла до четвертьфинала Кубка Гагарина. В апреле 2019 года Крикунов продлил контракт с «Динамо» ещё на один сезон. На следующий год снова продлил контракт. В апреле 2021 уступил пост Алексею Кудашову.
В 2021 году возглавил рижское «Динамо», в марте 2022 года покинул пост.
23 ноября 2023 года, будучи советником генерального директора московского «Динамо», возглавил клуб ВХЛ «Динамо» Санкт-Петербург. При Крикунове команда одержала 19 побед в 24 матчах и завершила регулярный чемпионат на восьмом месте в общей таблице. В 1/8 финала плей-офф «Динамо» уступило альметьевскому «Нефтянику» 0-4.
2 августа 2025 года стал главным тренером «Сочи».

## Достижения как тренера

### Командные
- Чемпион Словении[словен.] 1991/1992[словен.].
- Чемпион Словении 1992/1993[словен.].
- Бронзовый призёр чемпионата Словении 1993/1994[словен.].
- Серебряный призёр чемпионата России 1999/2000.
- Чемпион России 2004/2005.
- Бронзовый призёр чемпионата мира 2005.
- Обладатель Кубка Европейских Чемпионов 2006.
- Бронзовый призёр чемпионата России 2019/2020.
- Бронзовый призёр чемпионата России 2020/2021.

### Личные
- Заслуженный тренер БССР (1987)[14]
- Заслуженный тренер России (2002)

## Статистика (главный тренер)
(данные до 1996 г. не приведены)
Последнее обновление: 26 марта 2021 года
| Команда                  | Турнир-сезон | Регулярный сезон | Регулярный сезон | Регулярный сезон | Регулярный сезон | Регулярный сезон | Регулярный сезон | Регулярный сезон | Регулярный сезон           | Плей-офф / переходный | Плей-офф / переходный | Плей-офф / переходный | Плей-офф / переходный  |
| Команда                  | Турнир-сезон | И                | В                | ВО/ВБ            | Н                | ПО/ПБ            | П                | О                | Результат                  | В                     | П                     | Н                     | Результат              |
| ------------------------ | ------------ | ---------------- | ---------------- | ---------------- | ---------------- | ---------------- | ---------------- | ---------------- | -------------------------- | --------------------- | --------------------- | --------------------- | ---------------------- |
| Сборная Словении         | ЧМ 1996 (C)  | 7                | 5                | -                | 0                | -                | 2                | -                | 3-е место                  | 3-е место             | 3-е место             | 3-е место             | 3-е место              |
| Спартак / Динамо-Энергия | РСЛ 1996-97  | 24               | 6                | -                | 1                | -                | 17               | 13               | 12-е на Востоке            | 10                    | 20                    | 6                     | 9-е в переходном       |
| Спартак / Динамо-Энергия | РСЛ 1997-98  | 26               | 6                | -                | 1                | -                | 19               | 13               | 13-е на Востоке            | 11                    | 9                     | 2                     | 4-е в переходном       |
| Спартак / Динамо-Энергия | РВЛ 1998-99  | 36               | 20               | -                | 1                | -                | 15               | 41               | 6-е место                  | 14                    | 3                     | 5                     | 1-е в переходном       |
| Ак Барс                  | РСЛ 1999-00  | 38               | 25               | 1                | 3                | 1                | 8                | 81               | 2-е место                  | 10                    | 8                     | -                     | 2-е место              |
| Ак Барс                  | РСЛ 2000-01  | 44               | 26               | 1                | 6                | 1                | 10               | 87               | 2-е место                  | 1                     | 3                     | -                     | Вылетели в 1/4 финала  |
| Ак Барс                  | РСЛ 2001-02  | 10               | 5                | 0                | 2                | 0                | 3                | 17               | 8-е место (отставка)       | -                     | -                     | -                     | -                      |
| Нефтехимик               | РСЛ 2001-02  | 26               | 11               | 0                | 0                | 0                | 15               | 33               | 13-е место                 | -                     | -                     | -                     | Не попали в плей-офф   |
| Сборная Беларуси         | ОИ 2002      | 9                | 3                | 0                | -                | 0                | 6                | -                | 4-е место                  | 4-е место             | 4-е место             | 4-е место             | 4-е место              |
| Нефтехимик               | РСЛ 2002-03  | 51               | 17               | 3                | 6                | 0                | 25               | 63               | 12-е место                 | -                     | -                     | -                     | Не попали в плей-офф   |
| Нефтехимик               | РСЛ 2003-04  | 60               | 27               | 2                | 5                | 3                | 23               | 93               | 8-е место                  | -                     | -                     | -                     | Вылетели в 1/4 финала  |
| Динамо Москва            | РСЛ 2004-05  | 60               | 35               | 5                | 7                | 4                | 9                | 126              | 1-е место                  | 9                     | 1                     | -                     | 1-е место              |
| Сборная России           | ЧМ 2005      | 9                | 5                | 1                | 2                | 0                | 1                | -                | 3-е место                  | 3-е место             | 3-е место             | 3-е место             | 3-е место              |
| Динамо Москва            | РСЛ 2005-06  | 51               | 20               | 3                | 4                | 6                | 18               | 76               | 8-е место                  | 1                     | 3                     | -                     | Вылетели в 1/8 финала  |
| Сборная России           | ОИ 2006      | 8                | 5                | 0                | 0                | 0                | 3                | -                | 4-е место                  | 4-е место             | 4-е место             | 4-е место             | 4-е место              |
| Сборная России           | ЧМ 2006      | 7                | 5                | 0                | 1                | 1                | 0                | -                | Вылетели в 1/4 финала      | Вылетели в 1/4 финала | Вылетели в 1/4 финала | Вылетели в 1/4 финала | Вылетели в 1/4 финала  |
| Динамо Москва            | РСЛ 2006-07  | 54               | 23               | 1                | 5                | 2                | 23               | 78               | 10-е место                 | 0                     | 3                     | -                     | Вылетели в 1/8 финала  |
| Динамо Москва            | РСЛ 2007-08  | 33               | 11               | 6                | -                | 6                | 10               | 51               | 7-е место (отставка)       | -                     | -                     | -                     | -                      |
| Нефтехимик               | РСЛ 2007-08  | 6                | 3                | 0                | -                | 1                | 2                | 10               | 15-е место                 | 2                     | 3                     | -                     | Вылетели в 1/8 финала  |
| Нефтехимик               | КХЛ 2008-09  | 56               | 22               | 3                | -                | 7                | 24               | 79               | 14-е место                 | 1                     | 3                     | -                     | Вылетели в 1/8 финала  |
| Нефтехимик               | КХЛ 2009-10  | 56               | 27               | 4                | -                | 4                | 21               | 93               | 4-е на Востоке             | 5                     | 4                     | -                     | Вылетели в 1/4 финала  |
| Нефтехимик               | КХЛ 2010-11  | 54               | 22               | 3                | -                | 3                | 26               | 75               | 8-е на Востоке             | 3                     | 4                     | -                     | Вылетели в 1/8 финала  |
| Ак Барс                  | КХЛ 2011-12  | 54               | 27               | 3                | -                | 5                | 19               | 92               | 4-е на Востоке             | 6                     | 6                     | -                     | Вылетели в 1/4 финала  |
| Барыс                    | КХЛ 2012-13  | 52               | 23               | 5                | -                | 6                | 18               | 85               | 6-е на Востоке             | 3                     | 4                     | -                     | Вылетели в 1/8 финала  |
| Сборная Казахстана       | ЧМ 2013 (D1) | 5                | 4                | 0                | -                | 0                | 1                | -                | 1                          | 1                     | 1                     | 1                     | 1                      |
| Нефтехимик               | КХЛ 2013-14  | 22               | 6                | 2                | -                | 1                | 13               | 23               | 11-е на Востоке (отставка) | -                     | -                     | -                     |                        |
| Нефтехимик               | КХЛ 2014-15  | 35               | 15               | 3                | -                | 2                | 15               | 53               | 10-е на Востоке            | -                     | -                     | -                     | Не попали в плей-офф   |
| Нефтехимик               | КХЛ 2015-16  | 51               | 17               | 5                | -                | 11               | 18               | 72               | 8-е на Востоке (отставка)  | -                     | -                     | -                     | -                      |
| Автомобилист             | КХЛ 2016-17  | 33               | 12               | 2                | -                | 8                | 11               | 48               | 11-е на Востоке            | -                     | -                     | -                     | Не попали в плей-офф   |
| Автомобилист             | КХЛ 2017-18  | 56               | 25               | 6                | -                | 8                | 17               | 95               | 4-е на Востоке             | 2                     | 4                     | -                     | Вылетели в 1/8 финала  |
| Динамо Москва            | КХЛ 2018-19  | 49               | 24               | 6                | -                | 3                | 13               | 72               | 5-е на Западе              | 5                     | 6                     | -                     | Вылетели в 1/4 финала  |
| Динамо Москва            | КХЛ 2019-20  | 62               | 29               | 8                | -                | 8                | 17               | 82               | 4-е на Западе              | 4                     | 2                     | -                     | Плей-офф приостановлен |
| Динамо Москва            | КХЛ 2020-21  | 60               | 34               | 5                | -                | 6                | 15               | 84               | 3-е на Западе              | 5                     | 5                     | -                     | Вылетели в 1/4 финала  |

## Семья
Женат, два сына.